# Бакуніна Катерина Павлівна
Катерина Павлівна Полторацька, до шлюбу Бакуніна (нар. 9 (20) лютого 1795 — 7 (19) грудня, 1869) — фрейліна російського двору, художниця-аматорка; перша юнацька любов О. С. Пушкіна, яка надихнула його на створення цілого циклу ліричних віршів.

## Біографія
Дочка дійсного камергера, у свій час керував Петербургською академією наук, Павла Петровича Бакуніна (1766—1805) від шлюбу його з Катериною Олександрівною Саблуковою (1777—1846). По батькові була двоюрідною племінницею дипломата Д. П. Татищева; по матері — онукою сенатора А. А. Саблукова. Революціонер Михайло Бакунін приходився їй троюрідним братом.
Отримала дуже хорошу домашню освіту. З 1798 жила з батьками за кордоном, спочатку в Німеччині і Швейцарії, потім в Англії. У 1804 році через брак коштів Бакуніни повернулися в Росію. Після смерті батька в грудні 1805 року виховувалася разом з братами, Олександром і Семеном, матір'ю і дідом А. А. Саблуковим, який був призначений їх офіційним опікуном. Жили вони на зйомній квартирі в будинку Таїрова на набережній Неви.

## Знайомство з Пушкіним
У 1811 році Олександр Бакунін був визначений у щойно відкритий Царськосільський ліцей, в якому подружився з Пушкіним. Катерина разом з матір'ю часто відвідувала брата, а влітку вони постійно жили в Царському Селі. У «Відомостях Ліцею» відзначені їх відвідування: в 1811 — чотири, в 1814 — тридцять один, в 1815 — сімнадцять, в 1816 — шість, в 1817 — вісім разів.
Красива 16-річна Катерина Бакуніна була об'єктом уваги багатьох ліцеїстів, серед яких були Пушкін, Пущин і Іван Маліновський. «Чарівне обличчя її, чудовий стан і чарівне звернення виробили загальне захоплення у всієї ліцейської молоді», — згадував С. Д. Комовський.
У 1815 році закоханий Пушкін зобразив красу Бакуніної в своєму вірші «До живописця». Його слова були покладені на музику ліцеїстом М. А. Корсаковим і стали популярним романсом. Її ім'я він включив в так званий "донжуанський список ". На думку багатьох дослідників, всього Пушкін створив більше двадцяти ліричних віршів під враженням своїх зустрічей з Бакуніною і її образ з'являвся в його творах аж до 1825 року.

## При дворі

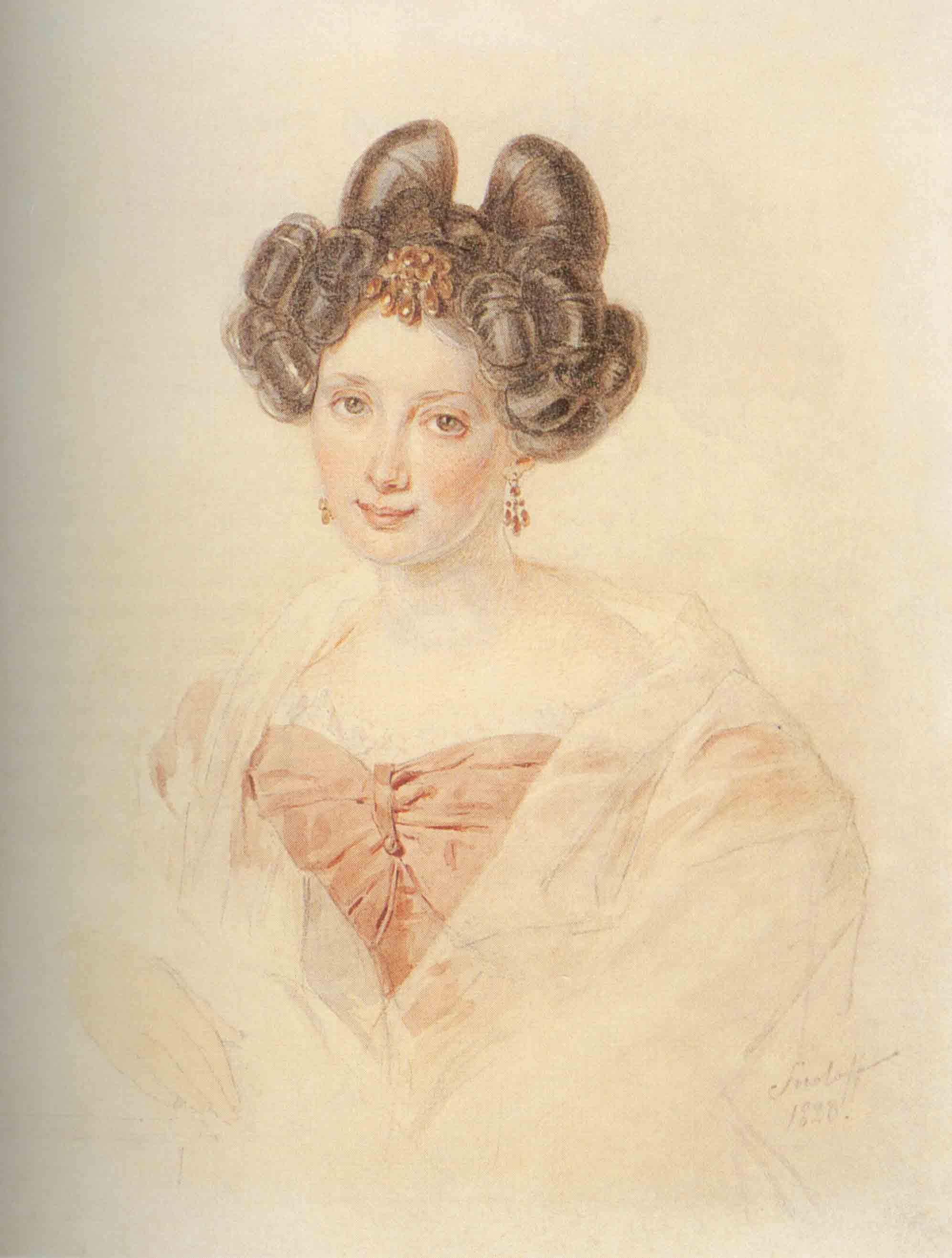
К. П. Бакуніна (1828)

24 жовтня 1817 року Катерина Бакуніна стала фрейліною імператриці Єлизавети Олексіївни і оселилася при царському дворі. Її призначення в суспільстві багато хто сприймав неоднозначно. М. М. Муравйов писав своїй матері: «Мене дуже здивувало те, що ви пишете про Бакуніну. З якого дива справили її і яким чином — це дуже дивно» .
Згодом Бакуніна стала улюбленою фрейліною імператриці. У 1818 році супроводжувала її в поїздці в Дармштадт і Веймар, потім в Мюнхен і Карлсруе. За свідченням сучасників, «красива фрейліна Б.» відрізнялася особливою грацією в танцях на придворних балах. Вона дружила з В. А Жуковським і брала уроки живопису у придворного художника А. П. Брюллова. Будучи талановитою художницею-любителькою, вона багато займалася копіюванням та її улюбленим жанром був портрет. Її саму малювали багато відомих художників: О. А. Кіпренський , П. Ф. Соколов і А. П. Брюллов.

В період життя при дворі у фрейліни Бакуніної були і серйозні романи, так в грудні 1821 року один із сучасників писав: «Авантюра Бакуниной чрезвычайно романтична! Остается надеяться, что роман будет продолжаться Бакуниной, которая очаровательна и достойна сделать хорошую партию». Однак вона одружилася в дуже зрілому віці. В березні 1834 року Н. О. Пушкіна писала дочці:
|  | Какую новость скажу тебе, м-ль Бакунина выходит за г-на Полторацкого, двоюродного брата г-жи Анни Керн, свадьба будет после Пасхи. Ему 40 лет, он не молод, вдов, без детей и с состоянием, говорят, он два года как влюблен. |

## Шлюб

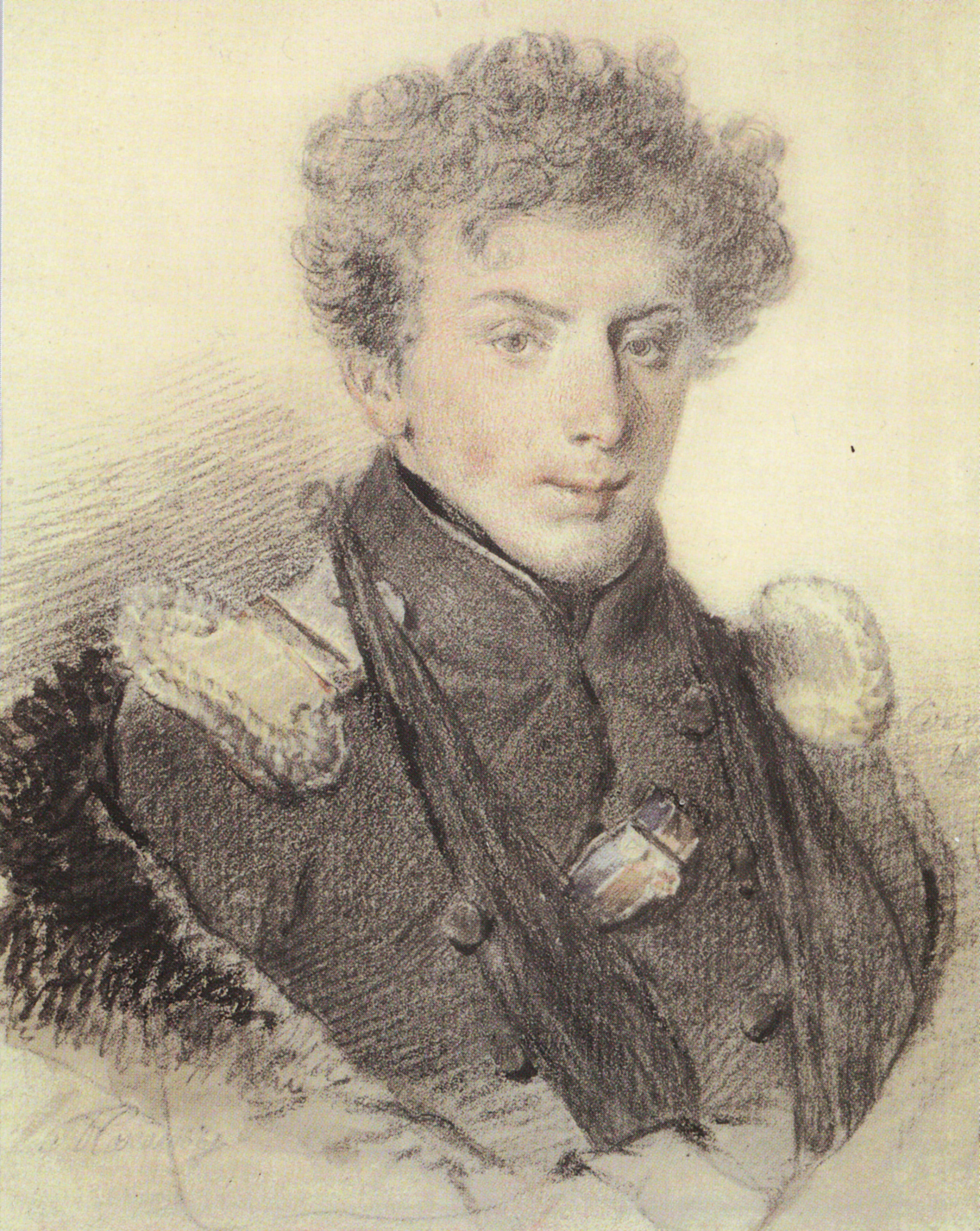
Олександр Полторацький

Обранцем Катерини став її давній знайомий, відставний капітан Олександр Олександрович Полторацький (1792—1855). «Вона така щаслива, що плаче від радості», — писала з приводу майбутнього одруження фрейліна Шереметєва . Їх весілля відбулася 30 квітня 1834 року в Петербурзі, імператриця Олександра Федорівна особисто благословила наречену на шлюб. Незабаром Катерина разом з чоловіком і своєю матір'ю покинула столицю.
Вони оселилися в маєтку Полторацьких в Разсказово Тамбовського повіту. «Вона поховала себе десь в селі, — писав барон М. А. Корф, — цей шлюб позбавив її фрейлінської платні 3900 рублів асигнаціями, але за відгуками близьких, вони щасливі». У 1837 році А. А. Полторацький був обраний предводителем дворянства в Тамбовському повіті, і Катерина Павлівна часто бувала господинею на балах і вечорах в Дворянських зборах. Її життя проходило в вихованні дітей і в заняттях живописом. Вона створила цілу портретну галерею рідних і близьких. Роботи її зберігалися в родині, передавалися від покоління до покоління, а пізніше виявилися в зібраннях багатьох музеїв.
У 1846 році померла мати Катерини Павлівни, а 13 березня 1855 року чоловік. Його поховали в Петербурзі в Новодівичому монастирі. З 1859 року Полторацька жила в одруженої дочки в Костромі, на літо виїжджала до маєтку Бакуніних Затишшя і лише зрідка відвідувала Разсказово. У 1868 році, після смерті сина, вона заповідала садибу її семирічному онукові Олександру. Померла Катерина Павлівна 7 грудня 1869 і похована в Петербурзі поряд з чоловіком.

## Діти
- Павло Олександрович (1835—1835)
- Олександр Олександрович (1837—1867), корнет гусарського полку, поручик, вийшовши у відставку в 1858 році жив у маєтку Разсказово, де займався господарством. Дружина — Юлія Миколаївна Чихачева, у них четверо дітей.
- Катерина Олександрівна (1838—1917), одружена з дійсним статським радником Іваном Івановичем Левашовим (пом. 1900), їхні діти Олександр (1859—1914), Микола (1860—1913) і Катерина (1861—1957; дружина двоюрідного брата А . А. Полторацького).